# Epiplatymetra grotearia
Epiplatymetra grotearia är en fjärilsart som beskrevs av Alpheus Spring Packard 1876. Epiplatymetra grotearia ingår i släktet Epiplatymetra och familjen mätare. Inga underarter finns listade i Catalogue of Life.